# Миклош Месељ
Миклош Месељ (мађ. Miklós Mészöly; Сексард, 19. јануар 1921 - Будимпешта, 22. јул 2001) био је мађарски књижевник. Писао је романе, есеје, путописе, бајке и дечје књиге. Сматра се једним од значајнијих мађарских прозаиста двадесетог века.
Најзначајнији је као аутор алегоричних романа, међу којима се истичу „Атлетичарева смрт” (објављен 1966. године –из политичких разлога, светлост дана прво је угледао француски, затим немачки превод ове књиге, па тек потом њен мађарски оригинал), „Висока школа” (1967), „Савле” (1968) и кратки роман „Филм” (1976). Био је ожењен књижевницом Ален Полц (1922–2007). Са изузетком неколико репрезентативних дела и одломака штампаних у књижевним часописима, није превођен на српски језик.

## Изабрана дела
- Vadvizek 1948.
- A bánatos medve 1954.
- Fekete gólya 1960.
- Az atléta halála 1966.
- Alakulások 1975.
- Film 1976.
- Kerti hangverseny 1977.
- Érintések 1980.
- Esti térkép 1981.
- A negyedik út 1990.
- Az én Pannóniám 1991.
- Lassan minden 1994.
- Elégia 1997.
- Mesék 1998.